# Einar Petersson
Einar Witalis Petersson, född 23 oktober 1892 i Karlevi i Vickleby socken, Öland, död 4 april 1968 i Vickleby , var en svensk konstnär.
Petersson hade gått några Hermodskurser i teckning, men var i övrigt autodidakt och till yrket målarmästare. Han inspirerades av Vicklebyskolans kända företrädare, bland andra Arthur Percy, också han född i socknen, och av landskapsmålarna Torsten Palm och William Nording, som båda sommartid vistades i Vickleby. Med sin blonda färgskala är hans konstnärskap präglat av det vidsträckta öländska landskapet, men består också i stor utsträckning av vackert arrangerade blomsterstilleben, allt i olja. Petersson signerade sina tavlor diskret med en liten cirkel i vilken hans initialer EP ingick.